# Adaram
L'adaram és una antiga unitat monetària i de massa, equivalent a 36 grans i a 1,79 grams, que deriva de l'àrab الدرهم, ad-dírham, que a la vegada prové del grec δραχμή, spaxut (una massa entre 4 i 5 g).